# Ischnosiphon foliosus
Ischnosiphon foliosus är en strimbladsväxtart som beskrevs av Henry Allan Gleason. Ischnosiphon foliosus ingår i släktet Ischnosiphon och familjen strimbladsväxter. Inga underarter finns listade.